# Hoesch (azienda)
La Hoesch AG è stata una società dell'industria mineraria e metallurgica con sede a Ruhrgebiet e Siegerland. Venne fondata nel 1871 da Leopold Hoesch a Dortmund come Eisen- und Stahlwerk Hoesch AG e fusa nel 1992 nella Friedrich Krupp AG, poi Thyssenkrupp.

## Storia

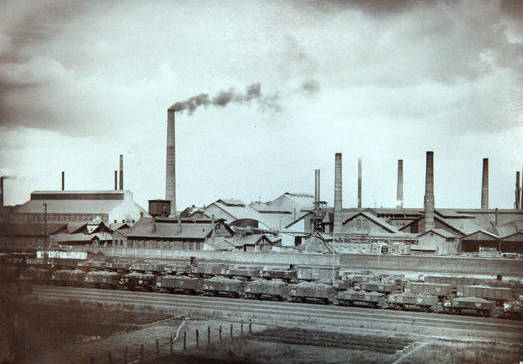
Westfalenhütte nel 1896

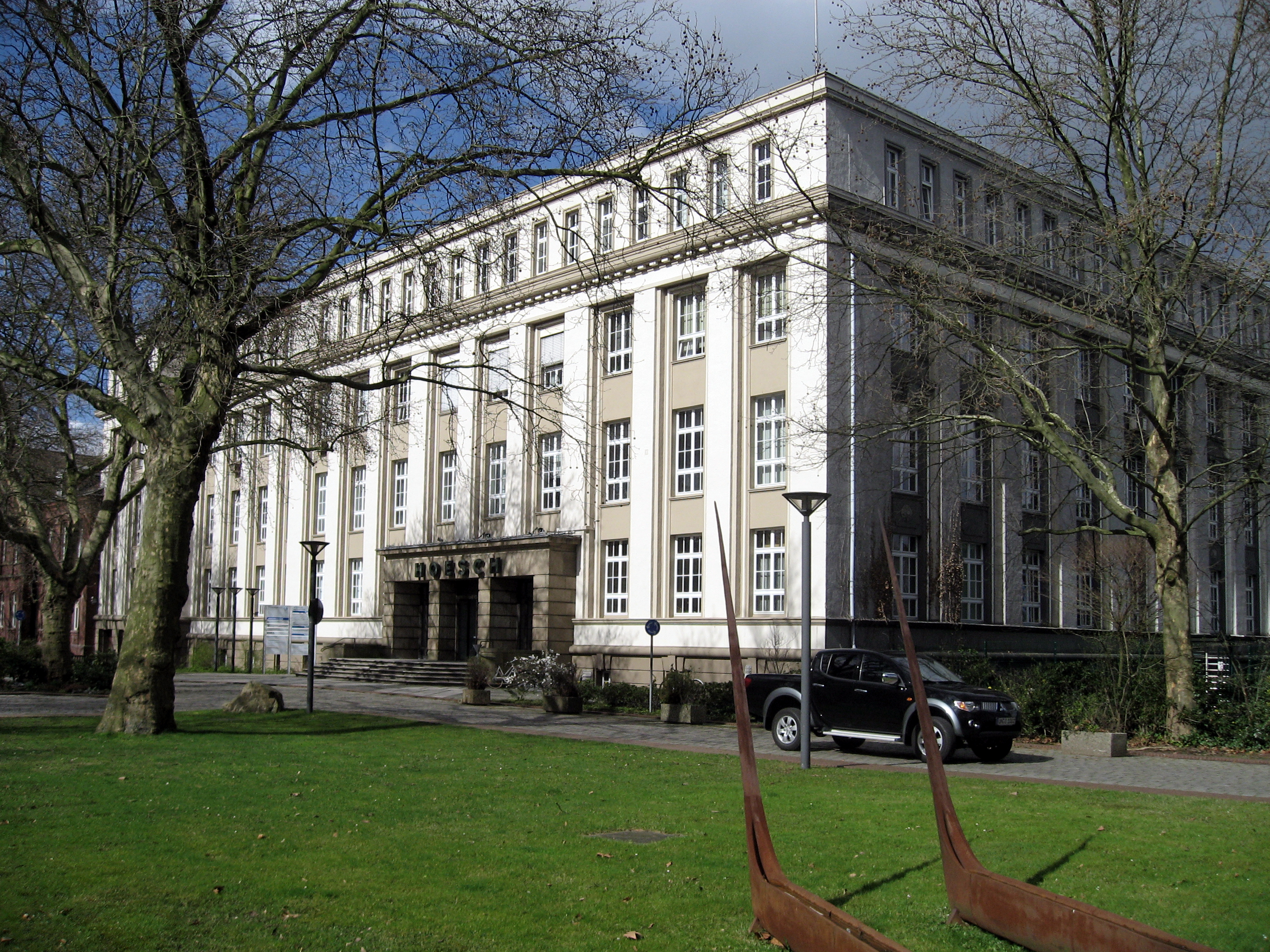
La sede centrale Hoesch a Dortmund

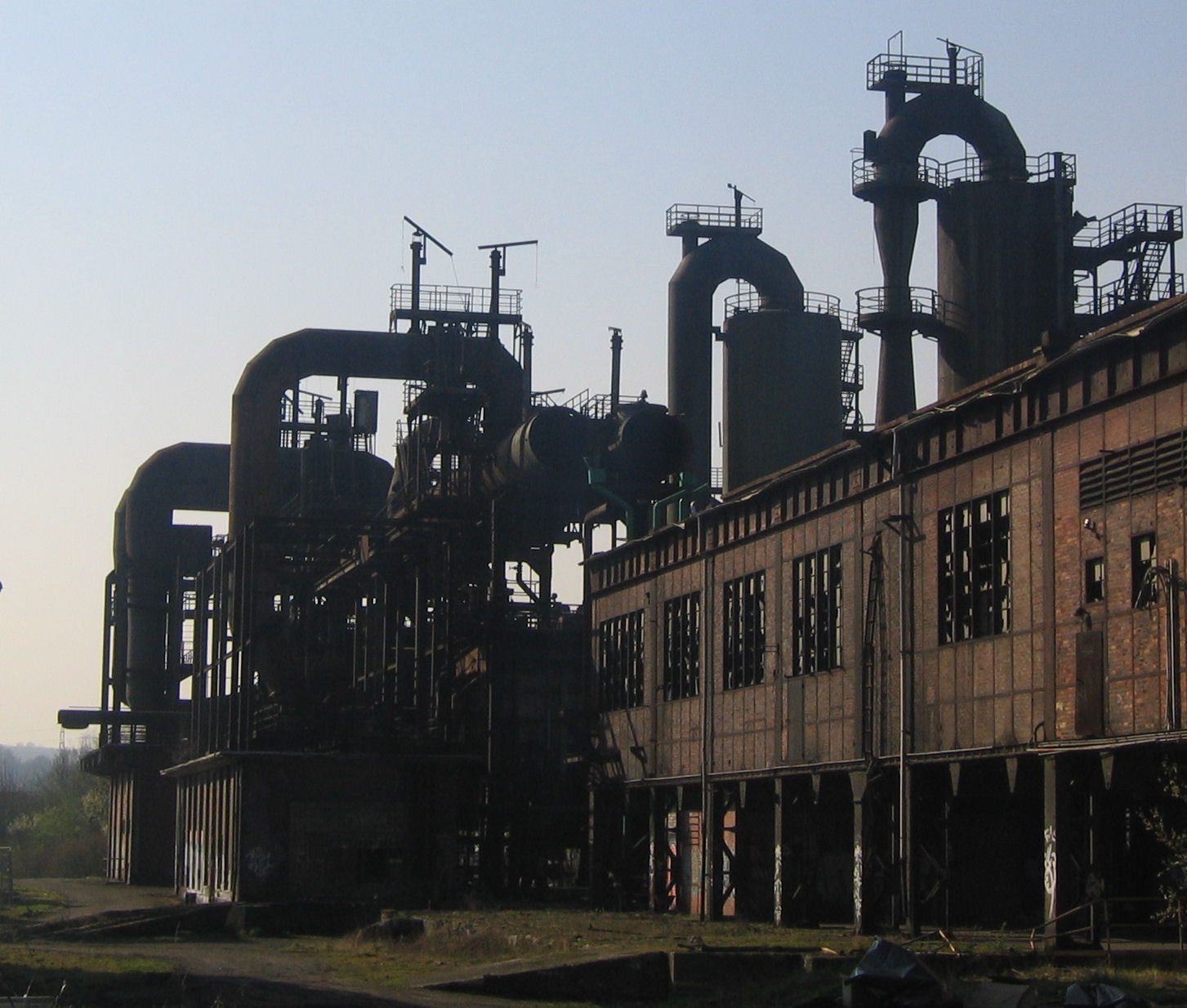
Rovine Phoenix-West della Hoesch

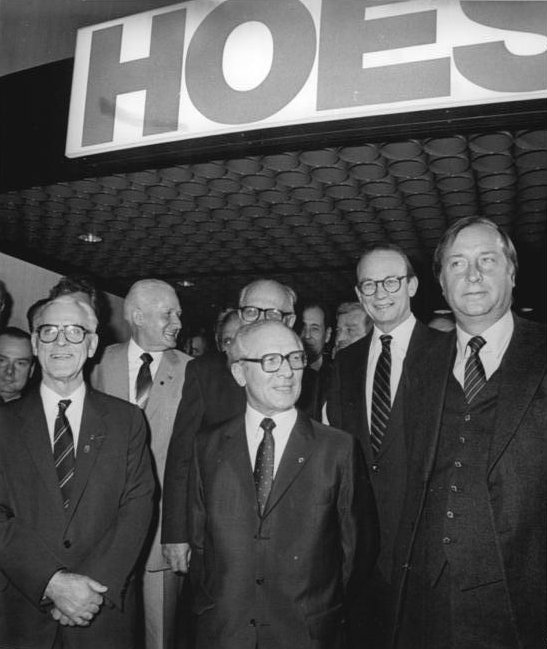
Erich Honecker e membri della DDR con il presidente Hoesch AG Detlev Rohwedder (a destra) e Hans Otto Bräutigam (2 da destra), della Ständige Vertretungen der Bundesrepublik Deutschland und der Deutschen Demokratischen Republik nel 1985

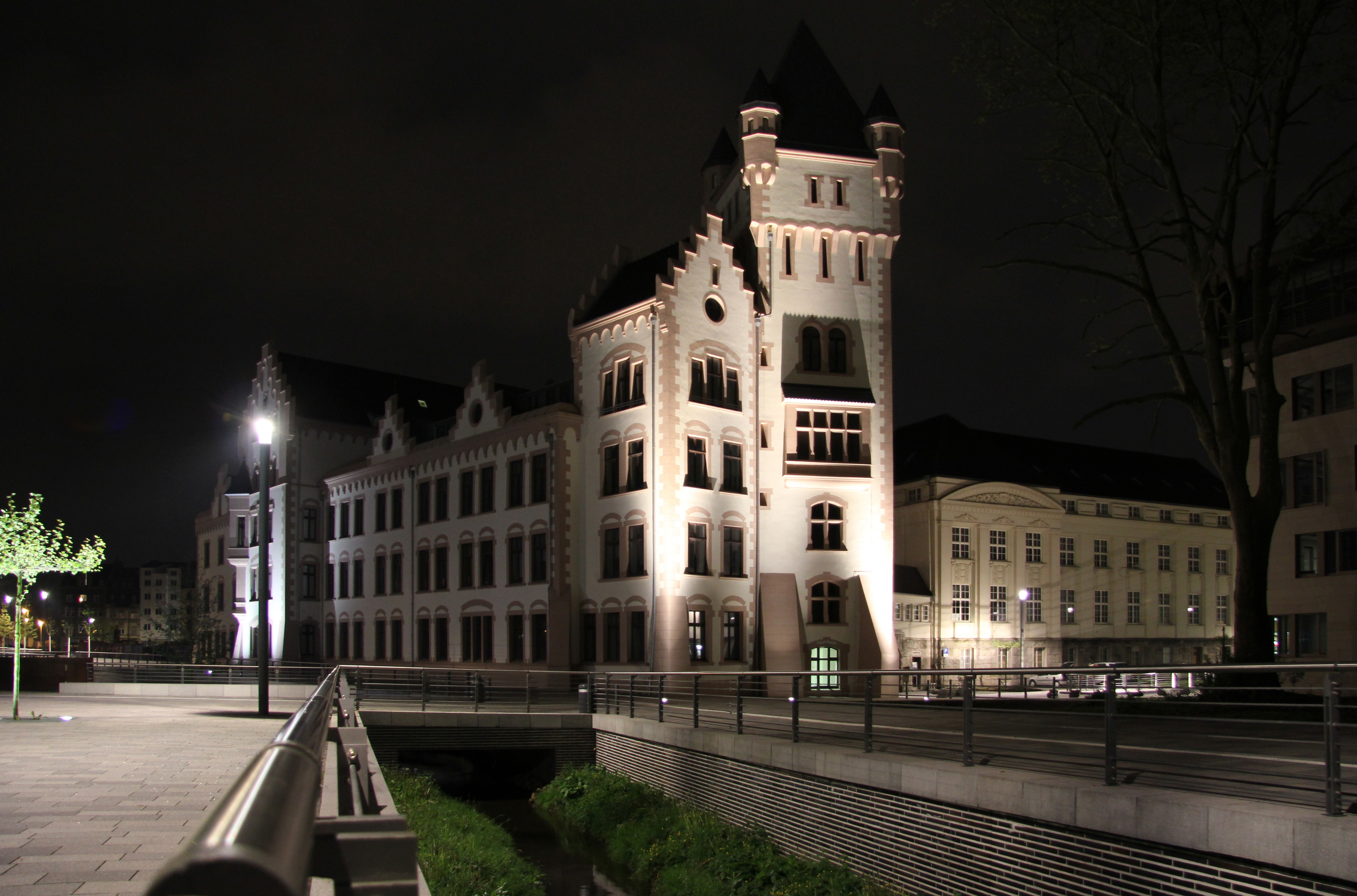
Hörder Burg dopo la riqualificazione del 2011

La famiglia Hoesch prima della fondazione della società omonima di Dortmund erano presenti in diverse attività nella zona di Eifel con stabilimenti a Monschau, Lendersdorf di Düren (dal 1819) e Eschweiler (dal 1847).
Nel 1871 Leopold Hoesch con i figli Wilhelm (1845–1923) e Albert Hoesch (1847–1898) e i cugini Viktor (1824–1888) e Eberhard Hoesch (1827–1907) fondano a Dortmund una fabbrica di acciaio, la Westfalenhütte.
La nuova società resiste al panico del 1873 e acquisisce nel 1899 la Kokerei Kaiserstuhl, miniera di coke. Durante la Repubblica di Weimar la Hoesch AG acquisisce una delle poche industrie minerarie, la Vereinigte Stahlwerke. Nel 1930 la società viene fusa con la Köln-Neu-Essener Bergwerksverein.
Durante il nazionalsocialismo l'industria contribuisce al riarmo tedesco fabbricando carri armati Panther e Tiger II, munizionamento e altro.
Nel 1936 nasce la Hoesch-Benzin GmbH per la fabbricazione di combustibile sintetico con il processo Fischer-Tropsch. Gli impianti verranno distrutti durante la battaglia della Ruhr. Il sito verrà riaperto nel dopoguerra con la denominazione Dortmunder Paraffinwerke GmbH sotto il controllo degli Alleati.
Nel 1965 il gruppo Hoesch fatturava 2,358 miliardi di DM e occupava 48.600 dipendenti. A quel tempo un quinto della popolazione di  Dortmund lavorava per la „Karl Hoesch“. Nel 1966 la Hoesch acquisice la Dortmund-Hörder Hüttenunion, divenendo parte della  Phoenix-Werke.
Il 2 settembre 1969 inizia lo sciopero Septemberstreik, sciopero selvaggio.
All'apice della crisi avviene nel 1972 la fusione con la olandese Koninklijke Hoogovens che crea la Estel.   
Nel 1980 viene acquisista la Siegener AG di Siegen-Geisweid.
Nel 1992 viene messa in atto un'acquisizione ostile di Hoesch AG da parte della Friedrich Krupp AG.
Seguirà il gruppo le vicissitudini societarie che porteranno alla creazione della ThyssenKrupp AG.

## Cassa previdenziale
Dopo oltre 150 anni, il 1° ottobre 2012 la Betriebskrankenkasse Hoesch viene inglobata nella cassa previdenziale BKK vor Ort.

## Museo

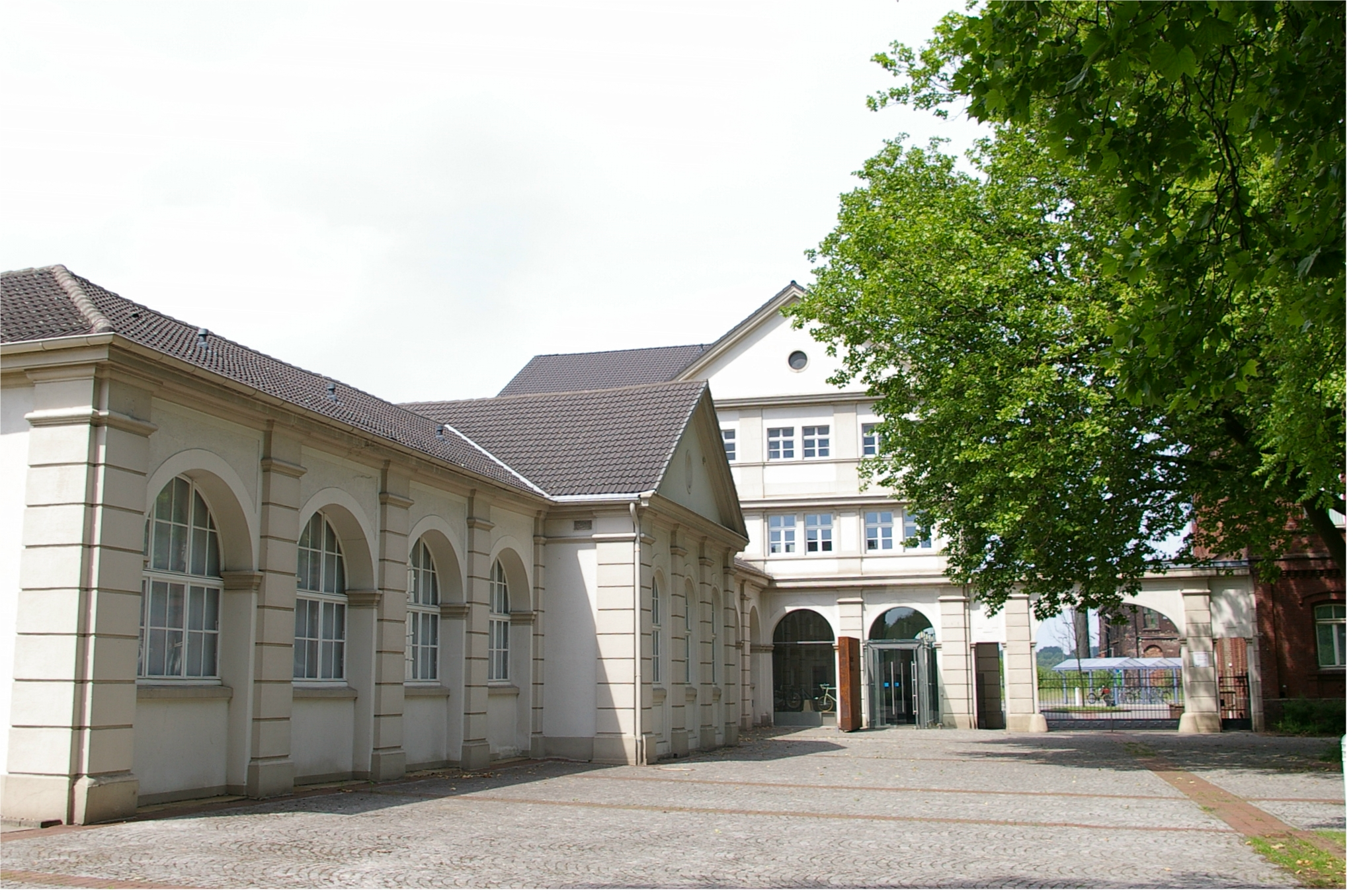
Museo Hoesch a Dortmund

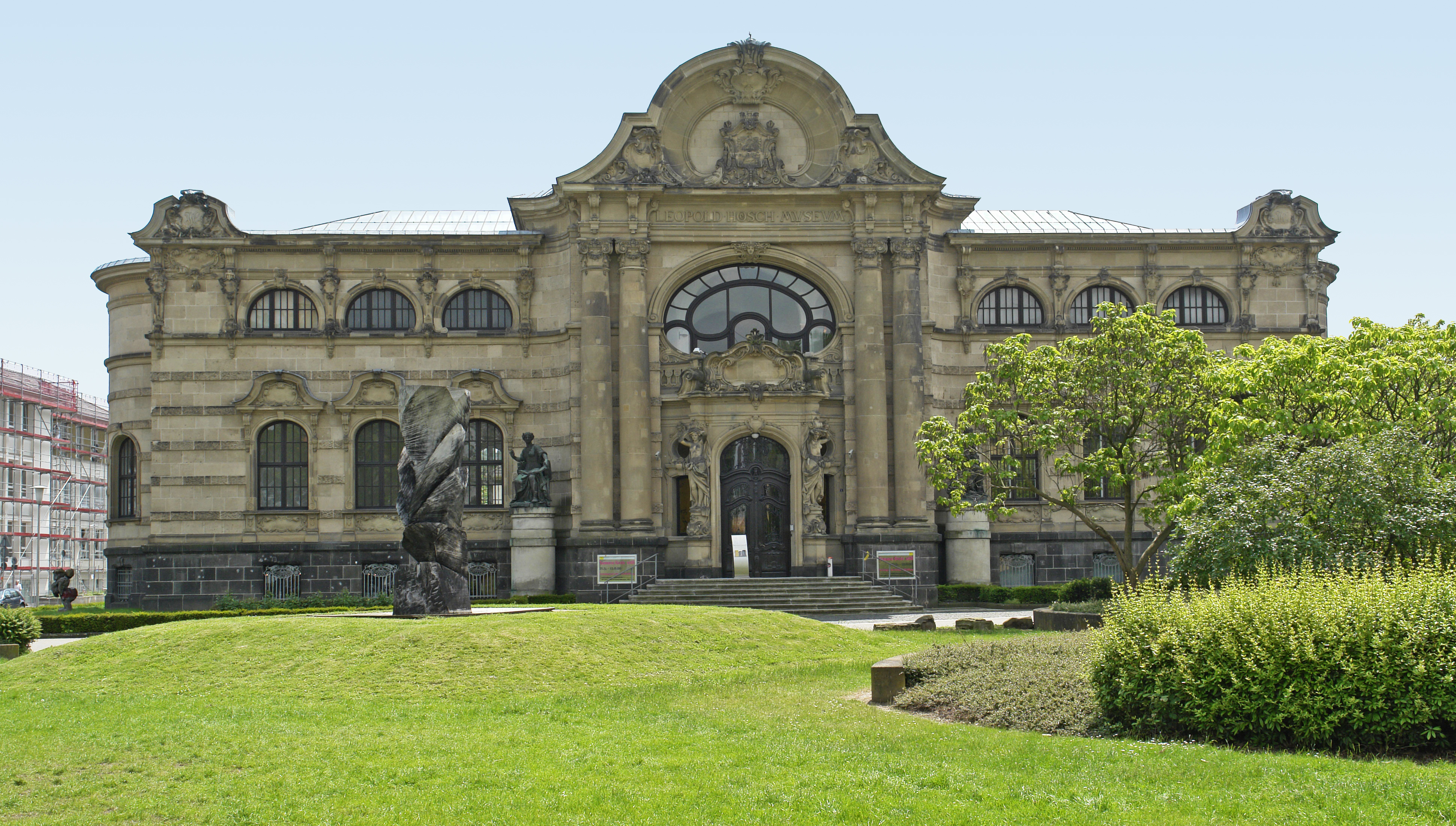
Museo Leopold Hoesch a Düren

La storia della società è riassunta nel Museo Hoesch a Dortmund presso il sito Westfalenhütte. Il museo è stato inaugurato il 23 ottobre 2005. A Düren è presente il museo d'arte della famiglia Hoesch, il Museo Leopold Hoesch.